# Feniletanoide

Tirosol, un feniletanoide.

Els feniletanoides, Phenylethanoids, són un tipus de compostos fenòlics caracteritzat per tenir una estructura d'alcohol fenetil. El tirosol i l'hidroxitirosol en són exemples.

## Glucòsids
La planta Lamium purpureum conté glucòsids fenitelanoides: anomenats lamiúsids, A, B, C, D i E. La part aèria d'Stachys officinalis contéglucòsids feniletanoides. Extractes de metanol de Pithecoctenium crucigerum (Bignoniaceae) mostren la presència de glucòsids feniletanoides (verbascòsid, isoverbascòsid, forsitòsid B, jionòsid D i leucosceptòsid B).
Verbascòsids i equinascòsids són híbrids de fenoletanoide i fenilpropanoide que formen enllaços èster amb els sucres.